# Mojito (歌曲)
〈Mojito〉是台湾歌手周杰倫的單曲，發佈於2020年6月12日。歌曲由黄俊郎作词，周杰伦作曲。後收錄於2022年7月15日發行的《最偉大的作品》專輯中。

## 创作背景
该歌曲的名称〈Mojito〉起源于古巴的一种鸡尾酒莫希托。作词人黃俊郎以此酒為主題创作歌曲，此歌曲充滿古巴風情及拉丁節奏风格，写出在遇見愛情時令人神往的浪漫情調。尽管该首歌曲是由周杰伦多年的搭档黃雨勳编曲，但演奏却是找古巴当地音乐人完成的，也确保了整首歌曲原汁原味的古巴音乐质感。

## 音樂錄影帶
歌曲的音樂錄影帶于2020年6月12日於周杰倫YouTube官方頻道推出。该MV在古巴拍攝，周杰伦表示，古巴一直是他想去的地方，因此特地到古巴拍攝歌曲MV。拍摄期间，周杰倫与好友穿著当地特色的夏衫，搭乘老爺車在馬拉貢濱海大道上馳騁。而MV裡还出现了騷莎舞蹈场景。而他们來到哈瓦那后，一行人也专门抵达五分錢酒館。在調酒師調出莫希托後，眾人更朗誦起该歌曲的歌詞首句。

## 商業成績
该歌曲在中國大陸數位音樂平台上架後，上線1小時销量突破100萬張。截至6月12日下午3點，累計總銷量超過300萬張，收入破900萬元人民幣。歌曲于QQ音乐上线时，平台曾一度发生崩溃。歌曲MV在YouTube发布后的16小時，观看人数达到300萬人次。
〈Mojito〉發行首周成功登上各大音樂排行榜，包含台湾「iRadio金曲榜」、香港「勁爆本地榜」、「中文歌曲龍虎榜」及「Chill Club推介榜」及中國大陸「QQ音乐巅峰榜·热歌」。在KKBOX上，〈Mojito〉獲得台湾、马来西亚、新加坡区KKBOX華語單曲週榜冠軍，以及在香港亞軍
〈Mojito〉是2020年最熱門的華語歌曲之一，歌曲發布幾個月就登上KKBOX2020華語年中榜，在“由你音乐研究院”发布的2020年Q2《华语数字音乐行业季度报告》，歌曲位列“季度最佳表现TOP10单曲和MV”榜首。在YouTube公布的台湾区年度熱門音樂影片排行榜中，〈Mojito〉位居第五。

## 影响
随着歌曲的发布，古巴旅游引来了网友的关注。根据中国大陆在线旅游服务平台马蜂窝旅游的数据，截至6月12日中午，古巴搜索热度日环比上涨1113%。同时带动了莫希托的销量增长，令莫希托成为酒吧熱銷產品，相关教學影片數量也順勢暴增。
由于该曲具有异国风格，因此也令許多歌迷爭相用各國語言翻唱。而中国大陆短视频平台抖音由于与杰威尔音乐达成版权合作，因此自〈Mojito〉发布后，抖音上掀起“#mojito翻唱大赛”，有中国大陆网友都开始模仿〈Mojito〉唱法。在抖音话题挑战“#mojito翻唱大赛”上，相关视频播放量超过4100万。比较著名的翻唱改编版本包括海南禁毒民警演唱的〈禁毒版mojito〉、復旦大學公共衛生學院创作的公衛版〈Mojito〉（获杰威尔音乐授權同意使用）等。2020年7月15日，國民黨高雄市長補選參選人李眉蓁在臉書發布该歌曲的改编版〈高雄Mojito〉，但遭網友質疑有版權或付費等問題。而杰威爾音樂發出聲明表示，公司同仁的確有接到李眉蓁團隊詢問對話，表示“是一場誤會”，其后李眉蓁團隊已主動下架该视频。

## 现场演唱与翻唱
2020年10月30日，在江苏卫视快手“一千零一夜”晚会上，周杰伦用视频连线的形式演唱了此曲。
此外，该歌曲亦曾多次在公开场合被翻唱。2020年9月9日，在江苏卫视《聚划算百亿补贴99划算夜》上，景甜、檀健次合唱了此曲。同年9月19日，在浙江卫视《百度好奇夜》上，寻声人声乐团用人声合唱了〈Mojito〉。
2021年2月11日，在2021年中央广播电视总台春节联欢晚会上，周杰伦演唱了此曲，同时也是周杰伦第6次登上春晚表演节目。因2019冠状病毒病疫情，周杰伦以“云录制”的形式演唱。但由于他的穿搭、背景畫面都带有夏日元素，也缺少新年常見的紅色元素，因此被网友调侃表演更似MV播放。

## 奖项
| 年份   | 單位              | 獎項             | 結果 |
| ------ | ----------------- | ---------------- | ---- |
| 2020年 | 中国歌曲TOP排行榜 | 年度最受欢迎歌曲 | 提名 |

### 金曲獎
| 年份 | 獎項名稱     | 提名獎項         | 結果 |
| ---- | ------------ | ---------------- | ---- |
| 2021 | 第32屆金曲獎 | 最佳單曲製作人獎 | 提名 |